# Famiglia a occhio di penna di pavone

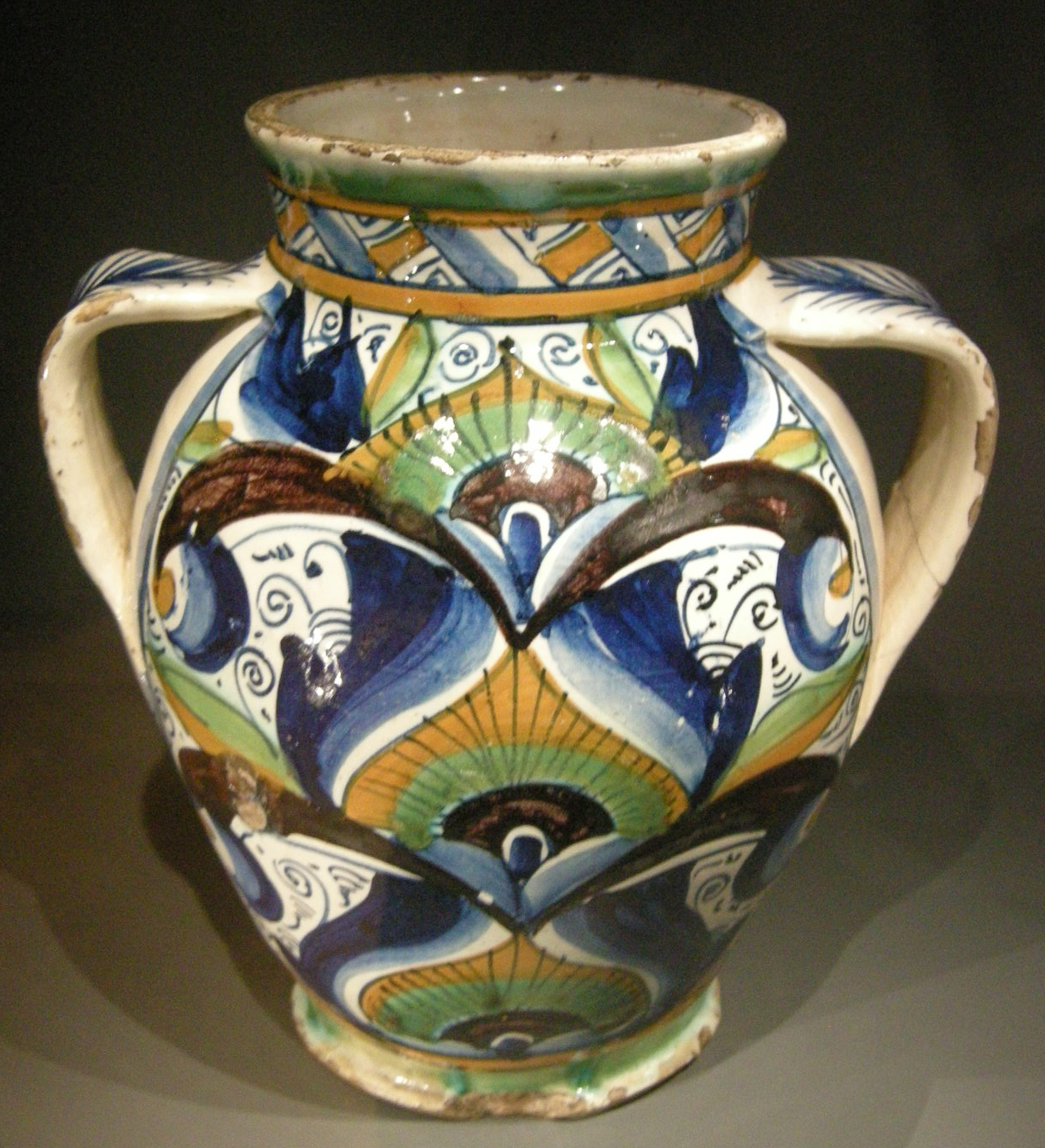
Montelupo, contenitore da farmacia con decorazione a occhio di penna di pavone, 1510 circa, National Gallery of Victoria

La famiglia a occhio di penna di pavone è un tipo di maiolica del XV secolo, diffuso nell'Italia centrale.
Secondo gli studi del ceramologo Ballarini, esso si caratterizza dal decoro a forma di occhio di pavone di derivazione orientale, legato anche a significati simbolici di vita eterna e immortalità dell'anima. Tale motivo può essere protagonista o riempire le tese dei piatti o gli spazi liberi in altri tipi di vasellame, come gli albarelli da farmacia. Questa famiglia presenta inoltre decorazioni figurate, con personaggi, animali, elementi vegetali e araldici, iscrizioni.